# Grasski-Weltmeisterschaft
Die Grasski-Weltmeisterschaft ist ein alle zwei Jahre stattfindendes Sportereignis, bei dem in verschiedenen Rennen die Weltmeister in den Disziplinen des Grasskisports ermittelt werden. 

## Geschichte
Die erste Weltmeisterschaft fand 1979 im Bryce Ski Resort im US-Bundesstaat Virginia statt. Bis 1985 wurden die Disziplinen Slalom, Riesenslalom und Kombination ausgetragen, wobei die Kombination nach einem Punktesystem aus den Ergebnissen von Slalom und Riesenslalom berechnet wurde. Im Jahr 1987 kam zusätzlich der Super-G in das Programm. Die Kombination bestand von nun an aus den Ergebnissen des Slaloms und des Super-Gs. Seit 2007 wird eine Super-Kombination ausgetragen, die aus einem Super-G und einem Slalomdurchgang besteht. Neben den Weltmeisterschaften gibt es seit 1990 auch jährliche Juniorenweltmeisterschaften.

## Veranstalter
Veranstalter ist der Internationale Skiverband (FIS). Bis 1985 wurden die Weltmeisterschaften vom Internationalen Grasskiverband veranstaltet, der in jenem Jahr seine Auflösung beschlossen hatte, nachdem der Internationale Skiverband bei seinem Kongress in Vancouver im Mai/Juni 1985 den Grasskisport durch Schaffung eines eigenen Komitees in seine Reihen aufgenommen hatte. 

## Austragungsorte
Bis 2021 wurden 22 Weltmeisterschaften in elf Ländern ausgetragen. Fünf Länder waren bislang mehr als einmal Gastgeber der WM: fünfmal Österreich, viermal Italien, dreimal die Schweiz und je zweimal Japan und Tschechien. Die Weltmeisterschaft 2023 wird vom 30. August bis 2. September in Cortina d’Ampezzo stattfinden.
| Nummer | Jahr | Ort           |
| ------ | ---- | ------------- |
| 01     | 1979 | Bryce Resort  |
| 02     | 1981 | Alberschwende |
| 03     | 1983 | Kiama         |
| 04     | 1985 | Owen/Teck     |
| 05     | 1987 | Nobeyama      |
| 06     | 1989 | Kindberg      |
| 07     | 1991 | Bursa         |
| 08     | 1993 | Asiago        |
| 09     | 1995 | Kálnica       |
| 10     | 1997 | Müstair       |

| Nummer | Jahr | Ort                         |
| ------ | ---- | --------------------------- |
| 11     | 1999 | Gaal                        |
| 12     | 2001 | Forni di Sopra              |
| 13     | 2003 | Castione della Presolana    |
| 14     | 2005 | Dizin                       |
| 15     | 2007 | Olešnice v Orlických horách |
| 16     | 2009 | Rettenbach                  |
| 17     | 2011 | Goldingen                   |
| 18     | 2013 | Shichikashuku               |
| 19     | 2015 | Tambre                      |
| 20     | 2017 | Kaprun                      |

| Nummer | Jahr | Ort               |
| ------ | ---- | ----------------- |
| 21     | 2019 | Marbach           |
| 22     | 2021 | Štítná nad Vláří  |
| 23     | 2023 | Cortina d’Ampezzo |

## Weltmeister
Die folgenden Tabellen zeigen eine Übersicht aller Weltmeister und Weltmeisterinnen im Grasskilauf:

### Herren
| Jahr | Slalom             | Riesenslalom    | Super-G            | (Super-)Kombination |
| ---- | ------------------ | --------------- | ------------------ | ------------------- |
| 1979 | Vincent Riewe      | Vincent Riewe   | –                  | Vincent Riewe       |
| 1981 | Richi Christen     | Erwin Gansner   | –                  | Erwin Gansner       |
| 1983 | Erwin Gansner      | Markus Dejori   | –                  | Erwin Gansner       |
| 1985 | Richi Christen     | Rainer Großmann | –                  | Richi Christen      |
| 1987 | Klaus Spinka       | Erwin Gansner   | Erwin Gansner      | Erwin Gansner       |
| 1989 | Klaus Spinka       | Marcus Peschek  | Oscar Bazzi        | Marcus Peschek      |
| 1991 | Rainer Großmann    | Rainer Großmann | Rainer Großmann    | Rainer Großmann     |
| 1993 | Klaus Spinka       | Rainer Großmann | Rainer Großmann    | Klaus Spinka        |
| 1995 | Richard Höllbacher | Roland Mathys   | Götz Scheffler     | Richard Höllbacher  |
| 1997 | Christian Balek    | Christian Balek | Michal Mačát       | Christian Balek     |
| 1999 | Christian Balek    | Christian Balek | Stefano Sartori    | Christian Balek     |
| 2001 | Jan Němec          | Stefano Sartori | Stefano Sartori    | Jan Němec           |
| 2003 | Stefano Sartori    | Jan Němec       | Christian Balek    | Christian Balek     |
| 2005 | Jan Němec          | Stefano Sartori | Edoardo Frau       | Jan Němec           |
| 2007 | Jan Němec          | Fausto Cerentin | Fausto Cerentin    | Jan Němec           |
| 2009 | Jan Němec          | Jan Němec       | Riccardo Lorenzone | Jan Němec           |
| 2011 | Domenic Senn       | Edoardo Frau    | Jan Němec          | Mirko Hüppi         |
| 2013 | Jan Němec          | Jan Němec       | Martin Stepanek    | Mirko Hüppi         |
| 2015 | Michael Stocker    | Fausto Cerentin | Mattia Arrigoni    | Jan Němec           |
| 2017 | Michael Stocker    | Jan Gardavský   | Jan Gardavský      | Lorenzo Gritti      |
| 2019 | Mirko Hüppi        | Stefan Portmann | Edoardo Frau       | Edoardo Frau        |
| 2021 | Filippo Zamboni    | Martin Bartak   | Jan Němec          | Mirko Hüppi         |
| 2023 | Martin Bartak      | Andrea Iori     | Martin Bartak      | Hannes Angerer      |

### Damen
| Jahr | Slalom             | Riesenslalom          | Super-G            | (Super-)Kombination |
| ---- | ------------------ | --------------------- | ------------------ | ------------------- |
| 1979 | Ingrid Hirschhofer | Brigitte Single       | –                  | Ingrid Hirschhofer  |
| 1981 | Carole Petitjean   | Ingrid Hirschhofer    | –                  | Carole Petitjean    |
| 1983 | Bettina Dongus     | Ingrid Hirschhofer    | –                  | Ingrid Hirschhofer  |
| 1985 | Ingrid Hirschhofer | Claudia Otratowitz    | –                  | Ingrid Hirschhofer  |
| 1987 | Ingrid Hirschhofer | Cinzia Valt           | Cinzia Valt        | Ingrid Hirschhofer  |
| 1989 | Martina Bauknecht  | Katja Krey            | Ingrid Hirschhofer | Martina Bauknecht   |
| 1991 | Katja Krey         | Cristina Mauri        | Katja Krey         | Katja Krey          |
| 1993 | Ingrid Hirschhofer | Ingrid Hirschhofer    | Ingrid Hirschhofer | Ingrid Hirschhofer  |
| 1995 | Ingrid Hirschhofer | Cristina Mauri        | Paola Bazzi        | Ingrid Hirschhofer  |
| 1997 | Paola Bazzi        | Paola Bazzi           | Paola Bazzi        | Paola Bazzi         |
| 1999 | Paola Bazzi        | Paola Bazzi           | Paola Bazzi        | Paola Bazzi         |
| 2001 | Ingrid Hirschhofer | Sylva Lipčíková       | Nicole Portmann    | Ingrid Hirschhofer  |
| 2003 | Ingrid Hirschhofer | Ingrid Hirschhofer    | Zuzana Gardavská   | Veronika Cvašková   |
| 2005 | Nadja Vogel        | Ingrid Hirschhofer    | Ingrid Hirschhofer | Nadja Vogel         |
| 2007 | Nadja Vogel        | Nadja Vogel           | Nadja Vogel        | Nadja Vogel         |
| 2009 | Ilaria Sommavilla  | Anna-Lena Büdenbender | Zuzana Gardavská   | Zuzana Gardavská    |
| 2011 | Shiori Obatake     | Barbara Míková        | Barbara Míková     | Bianca Lenz         |
| 2013 | Lisa Wusits        | Yukiyo Shintani       | Barbara Míková     | Yukiyo Shintani     |
| 2015 | Chisaki Maeda      | Barbara Míková        | Barbara Míková     | Barbara Míková      |
| 2017 | Jacqueline Gerlach | Jacqueline Gerlach    | Adéla Kettnerová   | Chisaki Maeda       |
| 2019 | Chisaki Maeda      | Chisaki Maeda         | Chisaki Maeda      | Chisaki Maeda       |
| 2021 | Chisaki Maeda      | Chisaki Maeda         | Chisaki Maeda      | Chisaki Maeda       |
| 2023 | Chisaki Maeda      | Chisaki Maeda         | Chisaki Maeda      | Lara Teynor         |

## Belege & Weblinks
- Austragungsorte und Medaillengewinner auf sports123.com, zuletzt abgerufen am 15. Mai 2011 (Weblink nicht mehr abrufbar).
- Austragungsorte ab 2001 und Ergebnisse ab 2005 auf der FIS-Website